# 岡林洋
岡林 洋（おかばやし ひろし、1952年12月 - ）は、日本の美学・美術史学者、同志社大学教授。

## 来歴
大阪市生まれ。1976年同志社大学文学部文化学科美学及芸術学専攻卒、1978年東京芸術大学大学院美術研究科美学専攻修士課程修了、1983年大阪大学大学院藝術学博士課程中退。1986年大阪芸術大学専任講師、1990年同志社大学文学部専任講師、1992年から1994年までフンボルト財団奨学研究員としてミュンヘン大学に学ぶ。1997年「シュライエルマッハーの美学と解釈学の研究」で阪大文学博士。同志社大学文学部助教授、教授。

## 著書
- 廃墟のエコロジー ポスト・モダンからの見なおし （勁草書房 1988年7月）
- 芸術のダブルキャラクター マルチメディアの美学 （勁草書房 1995年2月）
- シュライエルマッハーの美学と解釈学の研究 （行路社 1998年1月）
- 日本の現代アート 越境する文化 （丸善ブックス 1998年8月）
- 美楽 もっと美を楽しみたいあなたへ 恋心で楽しむ美学 （丸善 2003年2月）

## 共編著
- ポスト・モダンとエスニック 「地球にやさしい芸術」への仕掛け （勁草書房 1991年6月）
- 川俣正 アーティストの個人的公共事業 （美術出版社 2004年2月）
- 宮島達男 アートワールドを超えて （ランダムハウス講談社 2007年6月）
- 芸術はどこから来てどこへ行くのか （大森淳史、仲間裕子共編著 晃洋書房 2009年5月）
- パサージュ文化論 〈花・歌・人形〉の開かれた文化研究 （晃洋書房 (同志社大学人文科学研究所研究叢書) 2011年3月）

## 参考
- 著書略歴、J-Global